# Salesianum Rosental
Koordinaten: 48° 52′ 47,8″ N, 11° 11′ 48,1″ O
Das Salesianum Rosental  ist ein Haus der katholischen Ordensgemeinschaft (Kongregation) der Oblaten des hl. Franz von Sales in Eichstätt.

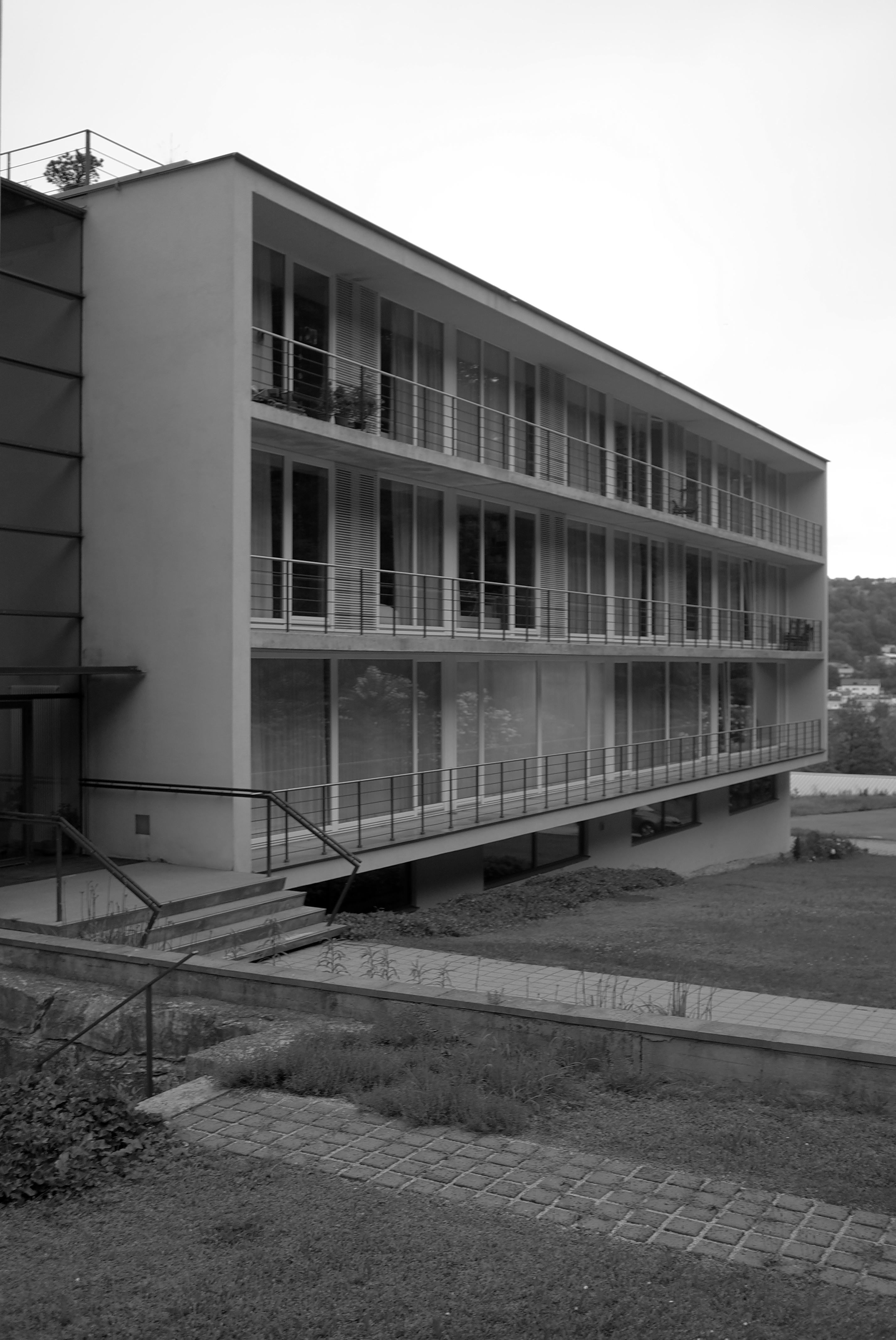
Fassade, Neubau

## Geschichte
Der Name Rosental leitet sich ursprünglich von Leprosental ab. Im Mittelalter und der frühen Neuzeit gab es hier einen Siechturm, einen Siechbrunnen sowie ein Leprosenhaus. Die Gebäude dienten ab 1809 als Königlich Bayerisches Straf-, Arbeits-, dann „Irrenhaus“. 
Die Sales-Oblaten wirken seit 1923 in Eichstätt, zuerst im Priesterseminar und auf der Willibaldsburg. 1934 erwarben sie von der Caritas das ehemalige Gasthaus und Bierlager im Rosental und gründeten dort das Salesianum Rosental. Am 29. Januar 1960 wurde die neue Kapelle des Salesianums vom Eichstätter Bischof Joseph Schröffer eingeweiht. Das Salesianum Rosental ist heute das zentrale Haus der „Deutschsprachigen Provinz der Oblaten des heiligen Franz von Sales (Sales-Oblaten)“ in Bayern und dient Ausbildungszwecken. Es bietet zudem Platz für den Franz Sales Verlag und ein Salesianisches Institut.
Von 1998 bis 2004 wurden die historischen Gebäudeteile saniert und nach Plänen des Diözesanbaumeisters Karl Frey und den Architekten Richard Breitenhuber und Werner Hausmann ein Neubau für Wohn- und Gemeinschaftsräume errichtet.

## Belege
1. ↑  Salesianum Rosental –  bistum-eichstaett.de
2. ↑  Karl Frey: Salesianum Eichstätt. Abgerufen am 16. August 2020.
3. ↑  BauNetz: Stringent geschlossen - Klosterneubau in Eichstätt eingeweiht. 28. Juni 2001, abgerufen am 26. Dezember 2021.